# Afonso Nigro
Affonso Celso Lucatelli Nigro, mais conhecido como Afonso Nigro (São Paulo, 28 de dezembro de 1970), é um produtor musical, músico, cantor e ex-ator brasileiro.
Fez parte da formação original da boy band Dominó.

## Biografia
Afonso Nigro inicia sua carreira de ator aos 8 anos. Trabalhou em vários filmes publicitários, seis novelas na Rede Globo e Bandeirantes e duas peças teatrais.
Aos 14 anos, Afonso entra para o grupo Dominó, no qual permanece por oito anos. Durante esse período, recebe seis discos de ouro e quatro de platina, e atuou em quatro filmes com Os Trapalhões.
O primeiro CD solo, Talvez Seja Amor, rende mais um disco de ouro, e o quarto trabalho, Puedo ser, gravado em espanhol, é lançado em 12 países latinos.
Em 1996, atua na novela Colégio Brasil (SBT), sob a direção de Roberto Talma e, em 2000, em Estrela de Fogo (Rede Record). 
Com o musical Grease fez uma turnê pelo Brasil em 2004. Participou do musical infantil H2O Uma Fórmula de Amor. 
Em 2005, lançou o CD Luau, pela gravadora Emi-Odeon e participou da comédia musical Quem Não Tem Cão, Caça Com Gato. 
Atualmente à frente da Nigro Entretenimento, empresa de produções artísticas e agenciamento (que cuida com exclusividade da agenda de shows e palestras de Roberto Justus); e do selo musical Cia. das Vozes (que, além de trilhas sonoras para teatro, cinema e produções de CDs, assina as trilhas musicais de diversos programas do SBT, como os jornais: SBT Brasil, SBT Manhã, Jornal do SBT e os programas Conexão Repórter, B.O, Topa ou Não Topa, Vrummm, Eleições 2014/2018, Clima Tempo, Carnaval do SBT 2014 até 2020, Nosso Clima, Cinema em Casa, Programa da Maisa, Fábrica de Casamentos, Mundo Pet, Bom Dia e Cia, entre outros. 
Em 2012, atuou como único jurado do programa Cantando no SBT. Nos anos de 2012 e 2013, foi jurado do Ídolos Kids na Rede Record ao lado de João Gordo e Kelly Key.
De 2015 a 2018 dirigiu a banda do programa Hora do Faro.
Em maio de 2020, grava a música "More Than Words", da banda Extreme, com Rodrigo Faro. Em novembro de 2020, participa da regravação do single "P da vida" pela banda Plebe Rude.

## Vida pessoal
Afonso Nigro é filho de Sebastião Afonso e Ivone. Tem duas irmãs, Cristina e Solange.
Nigro é casado com a jornalista Mônica Salgado desde 2005. O filho do casal, Bernardo, nasceu em 20 de dezembro de 2010.
O cantor revelou no Twitter em 2014 que é primo dos atores José de Abreu, Ewerton de Castro e Paulo Nigro.

## Discografia
| Álbum                         | Ano de Lançamento |
| ----------------------------- | ----------------- |
| Talvez Seja Amor              | 1993              |
| Fica Comigo                   | 1995              |
| Puedo Ser (álbum em espanhol) | 1996              |
| Puedes Ir (álbum em espanhol) | 1996              |
| Fala Que Me Quer              | 1996              |
| Mistério                      | 1997              |

## Filmografia

### Televisão
| Título  | Personagem                      | Ano                             | Notas                       |
| ------- | ------------------------------- | ------------------------------- | --------------------------- |
| 1979    | Cara a Cara                     | Raul Polandrini Júnior (Júnior) |                             |
| 1980    | A Deusa Vencida                 | Tico                            |                             |
| 1980    | Dulcinéa Vai à Guerra           | Caco                            |                             |
| 1981    | Os Imigrantes                   | André di Salvio                 |                             |
| 1982    | Os Imigrantes: Terceira Geração | André Filho                     |                             |
| 1982    | Caso Verdade                    | Guilherme                       | Episódio: "O Fabuloso Silk" |
| 1983    | Maçã do Amor                    | Vicente                         |                             |
| 1984    | Anarquistas, Graças a Deus      | Tito                            |                             |
| 1996    | Colégio Brasil                  | Mac                             |                             |
| 1998    | Estrela de Fogo                 | Bernardo Alvarenga              | Episódio: "4 de maio"       |
| 2011    | Cantando no SBT                 | Jurado                          |                             |
| 2012–13 | Ídolos Kids                     | Jurado                          |                             |
| 2022    | Bake Off Celebridades           | Participante                    |                             |

### Cinema
| Título | Personagem                          | Ano    |
| ------ | ----------------------------------- | ------ |
| 1987   | Os Fantasmas Trapalhões             | Afonso |
| 1988   | Os Heróis Trapalhões                | Afonso |
| 1988   | O Casamento dos Trapalhões          | Afonso |
| 1989   | Os Trapalhões na Terra dos Monstros | Afonso |

## Teatro
| Título                          | Papel             | Ano  |
| ------------------------------- | ----------------- | ---- |
| O Noviço                        | -                 | 1980 |
| O Pinóquio                      | -                 | 1982 |
| Quem Não Tem Cão, Caça Com Gato | Miroaldo/Riroaldo | 2002 |
| Grease o Musical                | Danny Zuco        | 2004 |
| H2O Uma Fórmula de Amor         | -                 | 2005 |